# Alstroemeria hookeri
Alstroemeria hookeri este o specie de plante monocotiledonate din genul Alstroemeria, familia Alstroemeriaceae, descrisă de Robert Sweet.

## Subspecii
Această specie cuprinde următoarele subspecii:
- A. h. cummingiana
- A. h. hookeri
- A. h. maculata